# 타가이식술
타가이식술은 동일한 종의 비- 유전자가 동일한 기증자로부터 이식 받는자에게 세포, 조직 또는 기관을 이식하는 것이다.[1]이러한 이식은 동종이식이라고도 불린다. 대부분의 인체 조직 및 장기 이식은 동종이식이다. 이종 이식은 동물 조직을 인체조직에 이식 할 때, 또는 인간의 암세포 실험에서 종양을 연구 쥐에게 이식할 때와 같을때에 다른 종으로부터 이식받는 것이다.
환자와 의사가 동종(인간 대 인간) 또는 이종(동물 대 인간)중에 하나에서 부정확한 용어인 "이식"을 사용하는 것은 흔한 일이지만, 그것들이 찾아지고 판단되기위한 문헌이 되기 위해서는 보다 정확한 구별이 유지되어야 한다. 타가 이식에서 뼈와 연골로 이식을 할 때 생물학 적으로 불활성 경우도 있다.
동종 이식 또는 이종 이식에 대한 면역 반응은 거부로 불린다. 동종 골수 이식은 이식편 대 숙주 질환이라는 면역 공격이 발생할 수 있다.

## 과정
조직이 살아있거나 죽은 기증자에게서 추출되기 전에 동의가 필요하다. 이러한 HIV와 B형, C형 간염등 전염성 질환의 병리학 및 위험 요인에 대하여 적절한 심사후 실시한다.
미국의 경우, 현재의 잘 형성된 조직 관행 규칙을 준수하여서 기증자의 조직을 추출하여야 한다. 대부분의 경우에는 가공 및 유통에 대한 조직 은행으로 전송된다. 매년, 조직의 식품 의약품 안전청 규제 및 미국 협회 은행 인증을 받은 조직 은행은 150만개의 뼈와 조직 동종 이식을 배포할 수 있다.

## 이식할 수 있는 장기와 조직
다양한 기관과 조직이 이식에 사용될수 있다.:
- 전방 십자인대 (ACL) 치료
- 무릎과 발목 관절 재건
- 반월 상 연골 교체
- 암 또는 외상에 의한 재건
- 치과 절차 리지 증가
- 어깨 치료
- 척추 결합
- 비뇨기과 과정
- 피부 이식
- 각막 이식
- 심장 이식
- 심장 판막
- 폐 이식
- 창자 이식
- 간 이식
- 신장 이식
- 이자 이식
- 소도 세포 이식
- 골수 이식
- 뼈 동종 이식
- 인대나 힘줄 이식

## 법률 & 규제
미국에서, 연방 정부 식품 의약청 (FDA)에 공여 조직의 품질을 보장하고 오염 및 질병 전염 위험을 감소 시키기 위하여 1993년부터 이식을 위한 인체 조직으로 조직의 제조활동 어드레싱 세 규제는 인간의 세포와 연관된 조직, 세포 및 조직 기반식품(HCT/Ps)를 2005년 5월에 공포했다. 첫 번째는 회사 생산 및 FDA에 등록되는 HCT/P를 배포하여야 한다는 기증자 적격성 규칙, 두 번째는 기증자 적격성 기준을 금하는 것, 세 번째 ‘현재 좋은 조직 사례’ 규칙은 각 회사의 전반적인 처리 및 유통 관행을 감독한다.

## 다른 이식 조항
- 자가 이식, 조직은 동일한 환자에 한 지역에서 다른 지역으로 이식하는 것이다. 자가 이식은 통증, 위험과 가능한 이상 사후 관리를 추가하여 거부의 위험을 줄일 수 있지만 두 번째 수술 장소를 필요로 한다.
- 이종이식, 다른 종에서 이식.
- 동계이식, 쌍둥이와 같은 유전적으로 동일한 기증자로부터 이식.
- 합성 및 금속 임플란트. 동종 이식과는 달리, 이러한 이식은 신체와 조화를 이루지 않는다.

## 참조
1. Surgery For ACL Tears
2. (W. P. Longmire, J. National Cancer Institute 14, 669: The term homostatic graft might be applied to inert tissues such as bone and cartilage when transferred from one individual to another of the same species; and the term homovital graft might be used in reference to grafts whose cells must continue to grow and reproduce for the graft to be effective after similar transplantation; H. Conway, The Bulletin of the Hong Kong Chinese Medical Association 13, 43: These grafts persist however as homostatic grafts and are completely replaced by host tissues in time.)